# Цви Азарија
Цви Азарија (рођен: Херман Хелфгот) (8. септембар 1913, Беодра - 22. мај 2002, Савион, Израел) био је југословенско-израелски рабин, писац, вероучитељ и филозоф.

## Биографија
Цви Азарија је рођен 1913. године као Херман Хелфгот у банатском месту Беодра за време Аустроугарске Монархије. Детињство је провео у родном месту, у јеврејској традиционалној породици Калмана и Розе Хелфгот. После завршене велике матуре, отишао је у Сарајево, где је похађао Теолошки семинар од 1932. до 1937. године. Пошто је био одличан студент, добио је стипендију од Савеза јеврејских вероисповедних општина Југославије (СЈВОЈ) за наставак студија на Високом рабинском семинару у Бечу. У Бечу је студирао и филозофију. Због Аншлуса, био је приморан да студије настави у Будимпешти. Ту је стекао звање рабина и доктора филозофије. Вратио се у Краљевину Југославију, где је именован за рабина Јеврејске општине у Зрењанину.
Окупација Краљевине Југославије односно Априлски рат га је затекао као официра у чину капетана југословенске војске. Био је заробљен и транспортован у од стране Вермахта у логор за официре у Оснабрику у Нацистичкој Немачкој. Године 1943. је након формирања био члан Одбора Акционог комитета заробљеника и Антифашистичког већа југославенских ратних заробљеника. У логору је организовао малу синагогу и држао часове хебрејског језика. Водио је дневник, који је успео да сачува и касније га објави у свом делу "Сведоци смо". По ослобођењу, у априлу 1945, отишао је у концентрациони логор Берген-Белзен где је пружао помоћ преживелим логорашима и скупљао остатке умрлих како би их сахранио по јеврејском обичају. Од 1945. до 1948, био је врховни рабин британске окупационе зоне у Немачкој. Тај положај је искористио да помогне бившим логорашима у камповима за расељена лица.
Хагана га је 1947. именовала за вођу "Шерут лаам" с циљем да се млади људи оспособе за борбу у Ерец Израелу. У Израел је дошао 1948, мобилисао се и добио чин мајора у Израелским одбрамбеним снагама (ИДФ). У ИДФ-у је служио до 1953. године. Затим је био прикључен комисији која је у Немачкој водила преговоре о репарацијама. Служио је и као рабин у обновљеној Јеврејској општини у Келну. Током 1956. године, вођени су преговори са Савезом јеврејских општина Југославије (СЈОЈ) о његовом повратку у ФНР Југославију. Иако су обе стране биле заинтересоване, до преласка није дошло јер су 1958. надлежне власти ФНР Југославије дале званично обавештење да не могу издати одобрења за његово ангажовање. Цви се потом вратио се у Израел, где је обављао дужност рабина у Савиону. На позив Јеврејске општине у Доњој Саксонији, отишао је у Немачку где је радио као рабин до 1970. године. У том периоду, настала су његова бројна дела. Године 1979. је настало његово опширно дело "Јевреји у Доњој Саксонији". Када се коначно вратио у Израел 1980. године, бавио се подучавањем, изучавањем религије и културе и истраживањем Холокауста. У Израелу је, поред књижевно-историјских радова, објавио и филозофско дело "У трагу за новим филозофским путевима". Био је и друштвено активан, дугогодишњи председник Југословенске секције Удружења ветерана Другог светског рата, председник друштва "Ахават Реим" и потпредседник "Хитахдута". Добитник је највишег немачког одликовања за животно дело 1998. године. Цви Азарија је умро 22. маја 2002. године. Сахрањен је у Савиону. Његова богата оставштина чува се у Архиви Јад Вашема.

## Дела
- Јевреји у Келну, (1960)
- Јеврејски календар (1960)
- Равноправни или трпљени  (1960)
- Празници и обичаји Јеврејства (1967)
- Историја Јевреја Оснабрика (1969)
- У трагу за новим филозофским путевима  (1970)
- Јевреји у Доњој Саксонији  (1979)